# Thürings voetbalkampioenschap 1918/19
In 1918/19 werd het derde Thürings voetbalkampioenschap gespeeld, dat georganiseerd werd door de Midden-Duitse voetbalbond. Na 1909 werd de 1. Klasse Thüringen opgeheven en gingen de clubs in de nieuwe Noord- en Oost-Thüringse competities spelen. Later kwamen er in Thüringen nog een West- en Zuid-Thüringse competitie en ook een Kyffhäusers, Wartburgs en Saale-Elstercompetitie. In juli 1918 werd er besloten om de Thüringse competities te verenigen om zo competitiever te worden en zo ontstond de Thüringenliga. Enkel de competitie van Saale-Elster protesteerde en bleef dit jaar nog een eigen competitie organiseren. 
SC Erfurt 1895 werd kampioen en plaatste zich voor de Midden-Duitse eindronde, waar de club meteen in de halve finale mocht aantreden. De club verloor met 3-2 van Hallescher FC 1896.  

## Thüringenliga
Onderstaande is de laatst bekende stand van 30 maart 1919
| Plaats | Club               | Wed. | W | G | V | Saldo | Ptn.  |
| ------ | ------------------ | ---- | - | - | - | ----- | ----- |
| 1.     | SC Erfurt 1895     | 11   |   |   |   |       | 19:03 |
| 2.     | FC Borussia Erfurt | 10   |   |   |   |       | 14:06 |
| 3.     | SV 1901 Gotha      | 9    |   |   |   |       | 13:05 |
| 4.     | SpVgg 02 Erfurt    | 9    |   |   |   |       | 07:11 |
| 5.     | 1. Jenaer SV 1903  | 5    |   |   |   |       | 04:06 |
| 6.     | SV Wacker 07 Gotha | 7    |   |   |   |       | 02:12 |
| 7.     | SC 1903 Weimar     | 3    |   |   |   |       | 01:05 |
| 8.     | VfB Erfurt         | 7    |   |   |   |       | 01:13 |

|  | Kampioen, geplaatst voor Midden-Duitse eindronde |
|  | Degradatie                                       |